# سیارک ۱۵۷۴۵۶
سیارک ۱۵۷۴۵۶ (به انگلیسی: 157456 Pivatte، نامگذاری:2004WT2) صد و پنجاه و هفت هزار و چهارصد و پنجاه و ششمین سیارک کشف شده‌است که در ۱۷ نوامبر ۲۰۰۴ کشف شد.